# Hydaticus decorus
Hydaticus decorus är en skalbaggsart som beskrevs av Johann Christoph Friedrich Klug 1834. Hydaticus decorus ingår i släktet Hydaticus och familjen dykare. Inga underarter finns listade i Catalogue of Life.